# En kvinnas bekännelse
En kvinnas bekännelse (engelska: The Woman on Trial) är en amerikansk film från 1927 i regi av Mauritz Stiller. Filmen hade premiär 25 september 1927 i New York.

## Rollista
- Pola Negri – Julie
- Einar Hanson – Pierre Bouton
- Arnold Kent – Gaston Napier
- André Sarti – John Morland
- Dorothy Brock – Paul
- Valentina Zimina – Henrietta
- Sidney Bracey – Brideaux
- Bertram Marburgh – Morland's Lawyer
- Gayne Whitman – Julie's Lawyer